# Parlamentarischer Geschäftsführer
| Fraktion | Erster Geschäftsführer | Weitere Geschäftsführer                                                                          |
| -------- | ---------------------- | ------------------------------------------------------------------------------------------------ |
|          | Dirk Wiese             | Derya Türk-Nachbaur Marja-Liisa Völlers Johannes Fechner                                         |
|          | Steffen Bilger         | Reinhard Brandl (CSU-Landesgruppe) Hendrik Hoppenstedt Catarina dos Santos-Wintz Felix Schreiner |
|          | Irene Mihalic          | Filiz Polat Anja Reinalter Claudia Müller                                                        |
|          | Bernd Baumann          | Stephan Brandner Götz Frömming Enrico Komning Peter Felser                                       |
|          | Ina Latendorf          | Doris Achelwilm Ulrich Thoden                                                                    |

Jede parlamentarische Fraktion im politischen System Deutschlands hat ein oder mehrere Mitglieder als parlamentarische Geschäftsführer (PGF). Im Gegensatz zum Bundesgeschäftsführer und zum Generalsekretär einer Partei ist der Wirkungskreis der parlamentarischen Geschäftsführer das Parlament: auf Bundesebene der Deutsche Bundestag, auf Landesebene der jeweilige Landtag.
Die parlamentarischen Geschäftsführer können als Manager des Alltagsgeschäftes im Parlament bezeichnet werden.

## Aufgaben
Die wichtigste Aufgabe der parlamentarischen Geschäftsführer ist es, die Geschäfte für ihre Fraktionen im Verhältnis zum Bundestag bzw. Landtag und den anderen Fraktionen zu regeln. Sie reichen die Themen ein und kümmern sich um den Ablauf der Parlamentsdebatten. Vor wichtigen Abstimmungen sorgen sie dafür, dass alle Abgeordneten anwesend sind. Sie sind die nächsten Mitarbeiter des jeweiligen Fraktionsvorsitzenden. Darüber hinaus sind sie organisatorisch verantwortlich für die Öffentlichkeitsarbeit und das Personalmanagement ihrer Fraktion.
Sie bereiten innerhalb ihrer Fraktionen und in Besprechungen (PGF-Runden) der parlamentarischen Geschäftsführer untereinander die Sitzungen des Ältestenrates vor, in denen die Tagesordnungen für die jeweils folgende Sitzungswoche festgelegt werden. Die parlamentarischen Geschäftsführer achten unter anderem auch darauf, dass ihre Fraktionen bei kritischen Abstimmungen im Plenum „stehen“, das heißt, dass die Abgeordneten durch verschiedene Hinweise angehalten werden, auch tatsächlich zum richtigen Zeitpunkt am richtigen Ort zu sein.

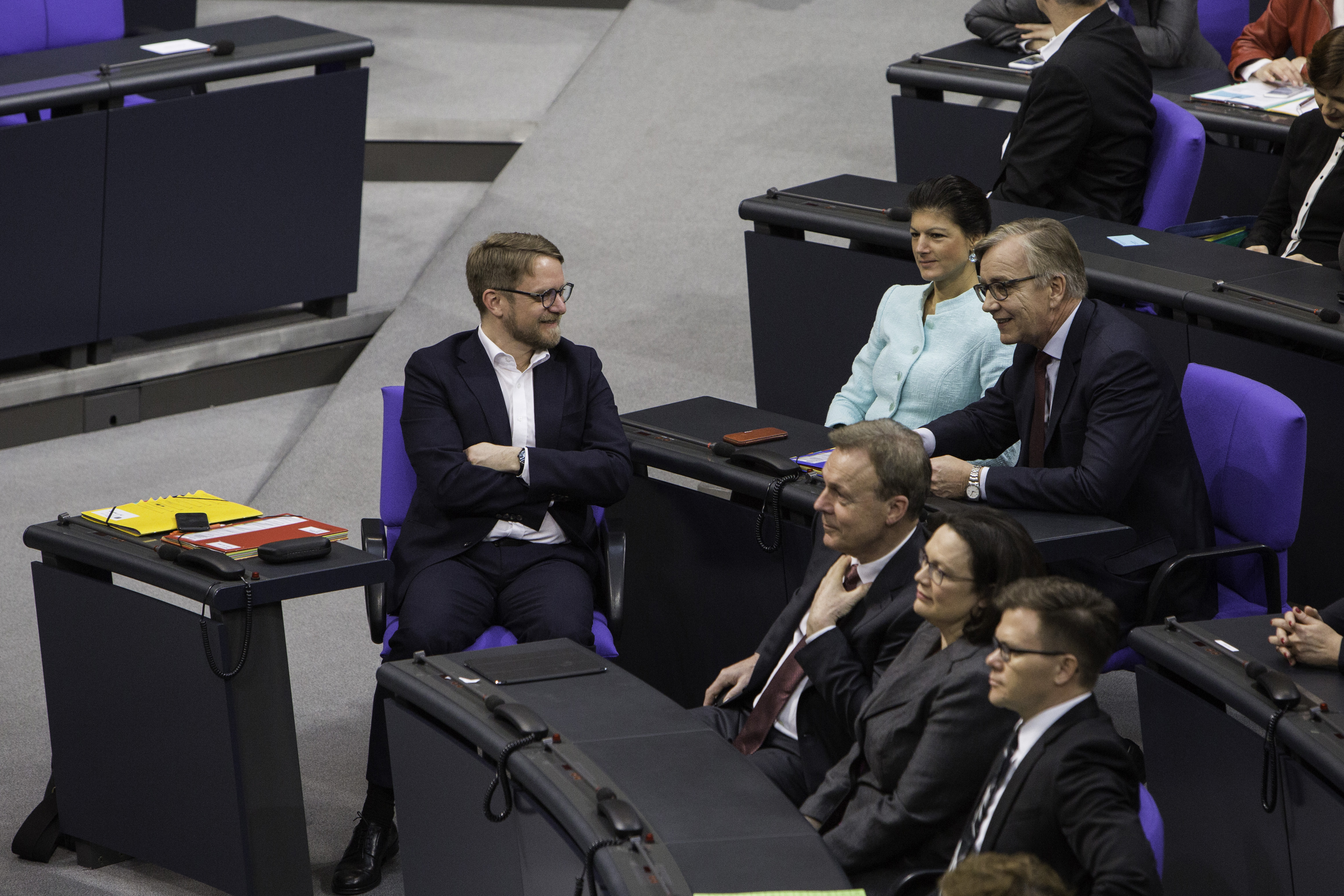
Jan Korte, der Erste Parlamentarische Geschäftsführer der Linksfraktion, zusammen mit den damaligen Fraktionsvorsitzenden Dietmar Bartsch und Sahra Wagenknecht im Plenum des Deutschen Bundestages. Er sitzt auf dem vordersten Platz seiner Fraktion, um sich während einer laufenden Debatte schnell mit dem Bundestagspräsidium verständigen zu können, beispielsweise zur Anmeldung einer Kurzintervention.

Im Deutschen Bundestag sind die jeweiligen ersten parlamentarischen Geschäftsführer der Fraktionen Mitglied im Ältestenrat und bereiten die Tagesordnung in den sitzungstäglichen Geschäftsführerrunden vor.

## Vergütung
In vielen Landtagen wird das Amt des parlamentarischen Geschäftsführers von der jeweiligen Fraktion mit Zulagen zu den gewöhnlichen Diäten vergütet. Dies wird von Medien und anderen scharf kritisiert, zum Beispiel von Ralf Seibicke, Vorsitzender der Konferenz der Präsidentinnen und Präsidenten der Rechnungshöfe des Bundes und der Länder sowie Präsident des Landesrechnungshofs Sachsen-Anhalt, von Heinz Fischer-Heidlberger, Präsident des Bayerischen Obersten Rechnungshofs, und vom Verfassungsrechtler Hans Herbert von Arnim. Das Bundesverfassungsgericht hat in einem Urteil vom Juli 2000 entschieden, dass ausschließlich die zusätzliche Vergütung von Fraktionsvorsitzenden mit dem Gleichheitsgrundsatz der Abgeordneten im Grundgesetz im Einklang steht.

## Fraktionsgeschäftsführer
Als Fraktionsgeschäftsführer wird der Leiter einer Fraktionsverwaltung bezeichnet. Fraktionsgeschäftsführer sind im Gegensatz zu parlamentarischen Geschäftsführern nicht Mitglied, sondern Angestellte der Fraktion. Teilweise sind auch andere Bezeichnungen für die Funktion gebräuchlich: in den Bundestagsfraktionen von Union und FDP wird die Position als „Leiter des Fraktionsbüros“ bezeichnet, in der Bundestagsfraktion der SPD als „Verwaltungsleiter“.

## Ausland
Das französische Parlament kennt keine entsprechende Funktion. Im angelsächsischen Sprachraum werden sie Party Whip (in Anlehnung an den Einpeitscher bei der Fuchsjagd) genannt, da sie für die Disziplin beim Abstimmungsverhalten zuständig sind.